# Midden-Nederlands zandgebied
Het Midden-Nederlandse zandgebied ligt in het oosten van de provincie Utrecht en in het westen en noorden van de provincie Gelderland. Het gebied wordt gekenmerkt door relatief hoge stuwwallen die zijn gevormd in het Saalien. De hoogste toppen van de stuwwallen zijn ca. 110 meter boven NAP.
De stuwwallen hebben oorspronkelijk ook in de Betuwe gelegen. Hier zijn ze door fluviatiele erosie verdwenen. De stuwwallen ten noorden en ten zuiden van de grote rivieren, b.v. bij Rhenen, Arnhem en Nijmegen, hebben hierdoor steile hellingen aan de rivierzijde.
In de landbouwstatistiek werd het Centrale Zandgebied sinds 1957 als een afzonderlijke hoofdgroep gezien, die sinds 1991 deel uitmaakt van het Centrale Veehouderijgebied.

## Indeling
Het Midden-Nederlandse zandgebied kan worden onderverdeeld in dekzanden en stuwwallen:
- Dekzandlandschappen
  - Gelderse Vallei
  - Eemland
  - IJsselvallei
- Stuwwallandschappen
  - Utrechtse heuvelrug
  - Het Gooi
  - Veluwe

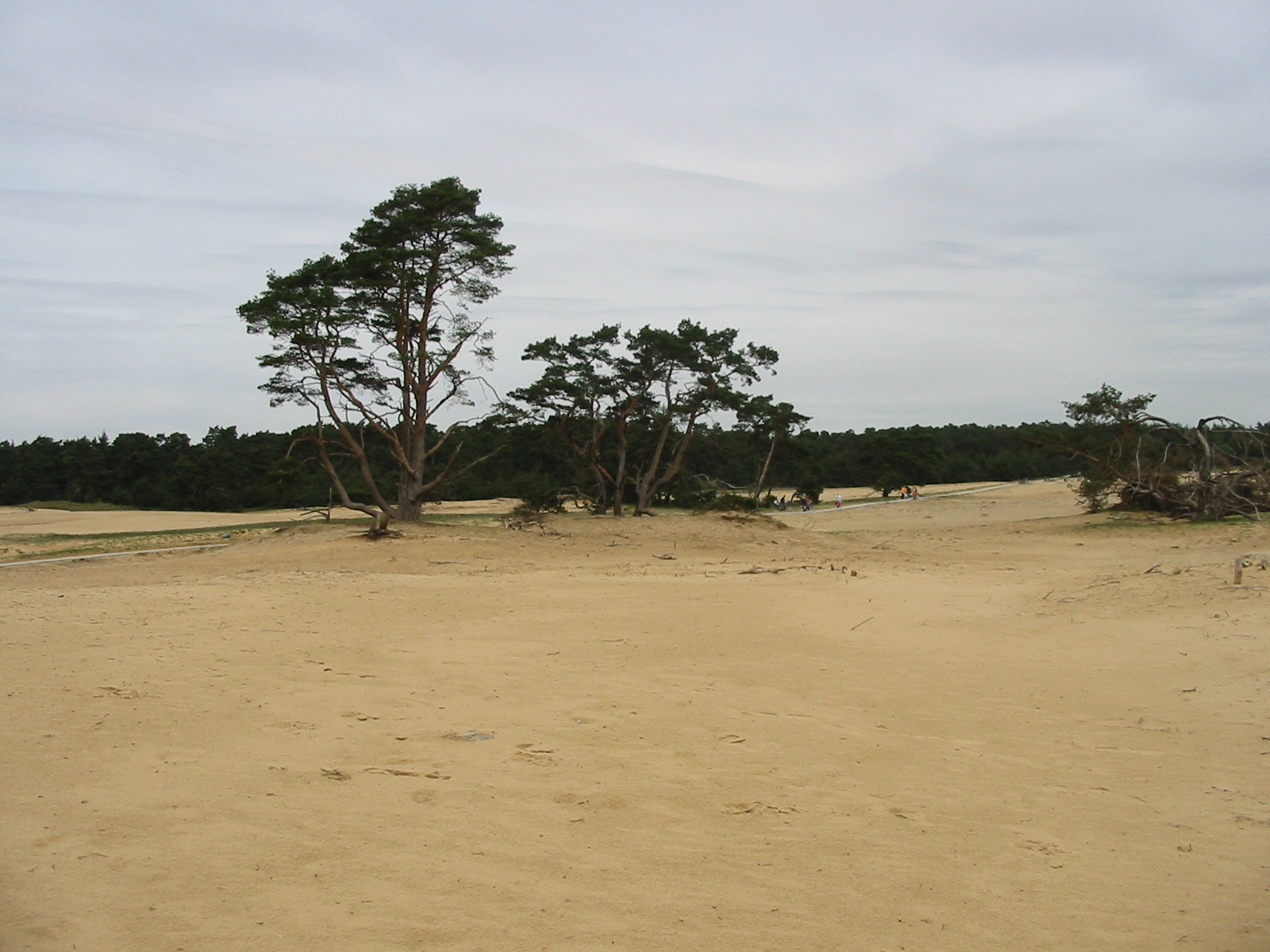
Zandverstuiving op de Hoge Veluwe